# 德克薩斯州第二十三國會選區
德克薩斯州第二十三國會選區（英語：Texas's 23rd congressional district）是為德克萨斯州的國會選區之一，成立於1966年首批候選人角逐競爭1966年美國眾議院選舉，當選者於1967年就任為第90屆美國國會議員，成為該選區首位眾議員。

## 選區議員列表
| 代表 (駐地)                      | 政黨   | 國會                        | 年                                                             | 選舉歷史 | 區域位置 |
| -------------------------------- | ------ | --------------------------- | -------------------------------------------------------------- | --- | --- |
| 選區成立於1967年1月3日           |        |                             |                                                                | | |
| 亞伯拉罕·卡曾 (拉雷多)           | 民主黨 | 1967年1月3日 – 1985年1月3日 | 第90屆 第91屆 第92屆 第93屆 第94屆 第95屆 第96屆 第97屆 第98屆 | 1966年當選。 1968年當選連任。 1970年當選連任。 1972年當選連任。 1974年當選連任。 1976年當選連任。 1978年當選連任。 1980年當選連任。 1982年當選連任 Lost renomination. | 1967–1969 Template:Dm |
| 亞伯拉罕·卡曾 (拉雷多)           | 民主黨 | 1967年1月3日 – 1985年1月3日 | 第90屆 第91屆 第92屆 第93屆 第94屆 第95屆 第96屆 第97屆 第98屆 | 1966年當選。 1968年當選連任。 1970年當選連任。 1972年當選連任。 1974年當選連任。 1976年當選連任。 1978年當選連任。 1980年當選連任。 1982年當選連任 Lost renomination. | 1969–1973 Template:Dm |
| 亞伯拉罕·卡曾 (拉雷多)           | 民主黨 | 1967年1月3日 – 1985年1月3日 | 第90屆 第91屆 第92屆 第93屆 第94屆 第95屆 第96屆 第97屆 第98屆 | 1966年當選。 1968年當選連任。 1970年當選連任。 1972年當選連任。 1974年當選連任。 1976年當選連任。 1978年當選連任。 1980年當選連任。 1982年當選連任 Lost renomination. | 1973–1975 Template:Dm |
| 亞伯拉罕·卡曾 (拉雷多)           | 民主黨 | 1967年1月3日 – 1985年1月3日 | 第90屆 第91屆 第92屆 第93屆 第94屆 第95屆 第96屆 第97屆 第98屆 | 1966年當選。 1968年當選連任。 1970年當選連任。 1972年當選連任。 1974年當選連任。 1976年當選連任。 1978年當選連任。 1980年當選連任。 1982年當選連任 Lost renomination. | 1975–1983 Template:Dm |
| 亞伯拉罕·卡曾 (拉雷多)           | 民主黨 | 1967年1月3日 – 1985年1月3日 | 第90屆 第91屆 第92屆 第93屆 第94屆 第95屆 第96屆 第97屆 第98屆 | 1966年當選。 1968年當選連任。 1970年當選連任。 1972年當選連任。 1974年當選連任。 1976年當選連任。 1978年當選連任。 1980年當選連任。 1982年當選連任 Lost renomination. | 1983–1985 Template:Dm |
| 阿爾伯特·布斯塔曼特 (聖安東尼奧) | 民主黨 | 1985年1月3日 – 1993年1月3日 | 第99屆 第100屆 第101屆 第102屆                                 | 1984年當選 1986年當選連任 1988年當選連任 1990年當選連任。 連任失敗。                                                                                                  | 1985–1993 Template:Dm |
| 亨利·博尼拉 (聖安東尼奧)         | 共和黨 | 1993年1月3日 – 2007年1月3日 | 第103屆 第104屆 第105屆 第106屆 第107屆 第108屆 第109屆        | 1990年當選。 1994年當選連任。 1996年當選連任。 1998年當選連任 2000年當選連任。 2002年當選連任。 2004年當選連任。 連任失敗。                                           | 1993–2003 布魯斯德縣、克倫縣、克羅基特縣、克伯森縣、迪米特縣、 愛德華茲縣、哈得斯佩斯縣、傑夫·戴維斯縣、金尼縣、洛文縣、 馬弗里克縣、梅迪納縣、貝可斯縣、普雷西迪奧縣、里根縣、 里夫斯縣、薩頓縣、特勒爾縣、阿普頓縣、尤瓦爾迪縣、巴爾韋德縣、 沃德縣、韋布縣, 溫克勒縣和札瓦拉縣； 比爾縣、厄克托縣、厄爾巴索縣和厄爾巴索縣的部分地區       |
| 亨利·博尼拉 (聖安東尼奧)         | 共和黨 | 1993年1月3日 – 2007年1月3日 | 第103屆 第104屆 第105屆 第106屆 第107屆 第108屆 第109屆        | 1990年當選。 1994年當選連任。 1996年當選連任。 1998年當選連任 2000年當選連任。 2002年當選連任。 2004年當選連任。 連任失敗。                                           | 2003–2005 布魯斯德縣、克羅基特縣、克伯森縣、迪米特縣、愛德華茲縣、 哈得斯佩斯縣、傑夫·戴維斯縣、金尼縣、馬弗里克縣、梅迪納縣、 貝可斯縣、普雷西迪奧縣、里根縣、雷亞爾縣、里夫斯縣、薩頓縣、 特拉維斯縣、阿普頓縣、尤瓦爾迪縣、巴爾韋德縣、韋布縣和札瓦拉縣； 比爾縣和厄爾巴索縣的部分地區                                                    |
| 亨利·博尼拉 (聖安東尼奧)         | 共和黨 | 1993年1月3日 – 2007年1月3日 | 第103屆 第104屆 第105屆 第106屆 第107屆 第108屆 第109屆        | 1990年當選。 1994年當選連任。 1996年當選連任。 1998年當選連任 2000年當選連任。 2002年當選連任。 2004年當選連任。 連任失敗。                                           | 2005–2007 班德拉縣、布魯斯德縣、克羅基特縣、克伯森縣、迪米特縣、 愛德華茲縣、哈得斯佩斯縣、傑夫·戴維斯縣、肯德爾縣、克爾縣、 金尼縣、馬弗里克縣、梅迪納縣、貝可斯縣、普雷西迪奧縣、雷亞爾縣、 里夫斯縣、特勒爾縣、尤瓦爾迪縣、巴爾韋德縣和札瓦拉縣； 比爾縣、厄爾巴索縣、薩頓縣和韋布縣的部分地區                                            |
| 西羅·羅德里格斯 (聖安東尼奧)     | 民主黨 | 2007年1月3日 – 2011年1月3日 | 第110屆 第111屆                                                | 2006年當選。 2008年當選連任。 連任失敗。 | 2007–2013 布魯斯德縣、克羅基特縣、克伯森縣、迪米特縣、愛德華茲縣、 哈得斯佩斯縣、傑夫·戴維斯縣、金尼縣、馬弗里克縣、梅迪納縣、 貝可斯縣、特拉維斯縣、里夫斯縣、特勒爾縣、尤瓦爾迪縣、 巴爾韋德縣和札瓦拉縣； 比爾縣、厄爾巴索縣和薩頓縣的部分地區                                                                                            |
| 基科·坎塞科 (聖安東尼奧)         | 共和黨 | 2011年1月3日 – 2013年1月3日 | 第112屆                                                        | 2010年當選。 連任失敗。 | 2007–2013 布魯斯德縣、克羅基特縣、克伯森縣、迪米特縣、愛德華茲縣、 哈得斯佩斯縣、傑夫·戴維斯縣、金尼縣、馬弗里克縣、梅迪納縣、 貝可斯縣、特拉維斯縣、里夫斯縣、特勒爾縣、尤瓦爾迪縣、 巴爾韋德縣和札瓦拉縣； 比爾縣、厄爾巴索縣和薩頓縣的部分地區                                                                                            |
| 皮特·加列戈 (阿爾派恩)           | 民主黨 | 2013年1月3日 – 2015年1月3日 | 第113屆                                                        | 2012年當選。 連任失敗。 | 2013–2023 布魯斯德縣、克倫縣、克羅基特縣、克伯森縣、迪米特縣、 愛德華茲縣、弗里奧縣、哈得斯佩斯縣、傑夫·戴維斯縣、金尼縣、 洛文縣、馬弗里克縣、梅迪納縣、貝可斯縣、普雷西迪縣、里根縣、 里夫斯縣、施萊謝爾縣、薩頓縣、特勒爾縣、阿普頓縣、尤瓦爾迪縣、 巴爾韋德縣、沃德縣、溫克勒縣和札瓦拉縣； 比爾縣、厄爾巴索縣和薩頓縣的部分地區         |
| 威爾·赫德 (聖安東尼奧)           | 共和黨 | 2015年1月3日 – 2021年1月3日 | 第114屆 第115屆 第116屆                                        | 2014年當選。 2016年當選連任。 2018年當選連任。 退休。 | 2013–2023 布魯斯德縣、克倫縣、克羅基特縣、克伯森縣、迪米特縣、 愛德華茲縣、弗里奧縣、哈得斯佩斯縣、傑夫·戴維斯縣、金尼縣、 洛文縣、馬弗里克縣、梅迪納縣、貝可斯縣、普雷西迪縣、里根縣、 里夫斯縣、施萊謝爾縣、薩頓縣、特勒爾縣、阿普頓縣、尤瓦爾迪縣、 巴爾韋德縣、沃德縣、溫克勒縣和札瓦拉縣； 比爾縣、厄爾巴索縣和薩頓縣的部分地區         |
| 托尼·岡薩雷斯 (聖安東尼奧)       | 共和黨 | 2021年1月3日 – 現在         | 第117屆 第118屆 第119屆                                        | 2020年當選。 2022年當選連任。 2024年當選連任。 | 2013–2023 布魯斯德縣、克倫縣、克羅基特縣、克伯森縣、迪米特縣、 愛德華茲縣、弗里奧縣、哈得斯佩斯縣、傑夫·戴維斯縣、金尼縣、 洛文縣、馬弗里克縣、梅迪納縣、貝可斯縣、普雷西迪縣、里根縣、 里夫斯縣、施萊謝爾縣、薩頓縣、特勒爾縣、阿普頓縣、尤瓦爾迪縣、 巴爾韋德縣、沃德縣、溫克勒縣和札瓦拉縣； 比爾縣、厄爾巴索縣和薩頓縣的部分地區         |
| 托尼·岡薩雷斯 (聖安東尼奧)       | 共和黨 | 2021年1月3日 – 現在         | 第117屆 第118屆 第119屆                                        | 2020年當選。 2022年當選連任。 2024年當選連任。 | 2023–現在 比爾縣 (部分)、布魯斯德縣、克倫縣、克羅基特縣、克伯森縣、 迪米特縣、愛德華茲縣、厄爾巴索縣 (部分)、弗里奧縣、 哈得斯佩斯縣、傑夫·戴維斯縣、金尼縣、拉薩爾縣、洛文縣、 馬弗里克縣、梅迪納縣、貝可斯縣、普雷西迪奧縣、 里根縣、里夫斯縣、施萊謝爾縣、薩頓縣、特勒爾縣、 阿普頓縣、尤瓦爾迪縣、巴爾韋德縣、沃德縣、溫克勒縣和札瓦拉縣 |

## 選舉結果

### 2022
| 党派 | 党派       | 候选人               | 得票数  | 百分比 |
| ---- | ---------- | -------------------- | ------- | ------ |
|      | 共和党     | 托尼·岡薩雷斯 (時任) | 116,172 | 55.9   |
|      | 民主党     | 約翰·里拉            | 80,430  | 38.7   |
|      | 独立候选人 | 小弗蘭克·洛佩茲      | 11,123  | 5.4    |
| 合计 | 合计       | 合计                 |         | 100    |

### 2024
| 党派 | 党派               | 候选人               | 得票数  | 百分比 |
| ---- | ------------------ | -------------------- | ------- | ------ |
|      | 共和党             | 托尼·岡薩雷斯 (時任) | 180,720 | 62.30  |
|      | 民主党             | 桑托斯·利蒙          | 109,373 | 37.70  |
| 合计 | 合计               | 合计                 | 290,093 | 100    |
|      | 共和党保持既有席位 |                      |         |        |